# Монтањана (Пистоја)
Монтањана је насеље у Италији у округу Пистоја, региону Тоскана.
Према процени из 2011. у насељу је живело 319 становника. Насеље се налази на надморској висини од 327 м.